# Mistrzostwa Włoch w szachach 2007
67. Mistrzostwa Włoch w szachach – turniej szachowy rozegrany w miejscowości Martina Franca w dniach 23 listopada 2007 - 4 grudnia 2007, którego zwycięzcą został nastoletni Fabiano Caruana uzyskując wynik rankingowy 2740. Caruana wygrał wszystkie partie z wyjątkiem porażki z Brunello Sabino i remisu z Bruno Fabio. Średni ranking uczestników wyniósł 2434 pkt natomiast liczba punktów niezbędna do uzyskania normy arcymistrzowskiej wyniosła 8 pkt.

## Wyniki końcowe
| Miejsce | Zawodnicy             | Ranking | Liczba punktów | Punktacja dodatkowa |
| ------- | --------------------- | ------- | -------------- | ------------------- |
| 1       | Fabiano Caruana       | 2594    | 9½             | 42,00               |
| 2       | Sabino Brunello       | 2489    | 6½             | 35,00               |
| 3       | Carlos Garcia Palermo | 2459    | 6½             | 26,50               |
| 4       | Giulio Borgio         | 2440    | 6              | 26,50               |
| 5       | Roberto Mogranzini    | 2415    | 6              | 24,75               |
| 6       | Michele Godena        | 2535    | 5½             | 27,75               |
| 7       | Federico Manca        | 2405    | 5½             | 25,25               |
| 8       | Fabio Bruno           | 2445    | 5              | 23,00               |
| 9       | Denis Rombaldoni      | 2402    | 5              | 22,25               |
| 10      | Alessandro Bonafede   | 2279    | 4½             | 21,00               |
| 11      | Daniele Genocchio     | 2433    | 3½             | 17,00               |
| 12      | Daniel Contin         | 2318    | 2½             | 8,75                |